# Antisocialna osebnostna motnja
Antisocialna osebnostna motnja je osebnostna motnja, za katero so značilni dolgotrajno neupoštevanje ali kršenje pravic drugih ter težave pri ohranjanju dolgoročnih odnosov. Pogosto se kaže kot pomanjkanje empatije in prezirljiv odnos do drugih, pa tudi kršenje pravil, ki lahko včasih vključuje kršenje zakonov, nagnjenost h kroničnemu dolgočasju in k zlorabi substanc ter kot impulzivno in agresivno vedenje.

Antisocialno vedenje se pogosto pojavi pred osmim letom starosti, v skoraj 80 odstotkih primerov se prvi simptomi pojavijo do 11. leta starosti. Motnja je najbolj razširjena pri osebah, starih od 24 do 44 let, in se pogosto zmanjša pri osebah, starih od 45 do 64 let. Pogostnost motnje v splošni populaciji je ocenjena med 0,5 in 3,5 odstotki.

## Znaki in simptomi
Za antisocialno osebnostno motnjo so značilni naslednji simptomiː
- zasvojenost
- impulzivnost in neodgovorno vedenje
- kronično dolgočasje
- manj jasno doživljanje nekaterih čustev, kot sta sreča in strah
- kriminalnost
- omejena empatija ali obžalovanje